# 뉴리 아마 (영국 의회 선거구)
뉴리 아마 (Newry and Armagh)는 영국 의회의 하원에서 지역을 대표하는 북아일랜드의 선거구이다. 2015년부터 신 페인의 미키 브래디가 지역구 의원을 맡고 있다.

## 역사
1983년 영국 총선에서 신설되었으며, 그 전까지는 동일 지역에 아마라는 선거구가 설치되어 있었다.
아일랜드 국민주의가 우세인 지역이다. 지역구가 신설되던 1983년 총선에서는 국민파 표심이 사회민주노동당과 신 페인으로 갈리는 바람에 연합파인 얼스터 연합당의 짐 니콜슨이 당선되었다. 1986년 니콜슨 의원은 영국-아일랜드 협약에 항의, 유권자 스스로 결정할 기회를 부여하자며 여타 연합주의 의원들과 함께 국회의원직을 사퇴하였다. 하지만 이어진 재보궐선거에서는 국민파 정당이 각축을 벌였으며 사회민주노동당의 시뮤스 맬런 후보가 니콜슨 전 의원을 누르고 당선되었다.
이후 90년대 말부터 신 페인의 지지세가 두드러지기 시작하였다. 2001년 영국 총선에서는 득표율이 9.8% 증가하며 맬런 의원과의 경합차를 대폭 줄였으며, 같은 날 치러진 지방선거에서는 아예 사회민주노동당을 크게 누르고 승리하기까지 하였다. 2003년 북아일랜드 의회 선거에서는 신 페인이 사회민주노동당으로부터 3석을 탈환하는 성과를 거뒀다. 2005년 총선에서는 정치전문가 사이에서 낙선이 널리 예측되었던 바, 맬런 의원은 선거 패배를 우려하여 불출마 선언을 하였다. 총선 결과는 신 페인의 코너 머피 후보가 사회민주노동당 후보를 8,000표차로 누른 압승이었다.
지역별로 살펴보면 뉴리 지역은 국민주의 성향이 압도적이다. 2011년 영국 인구총조사에서 스스로를 '아일랜드인'이라 밝힌 주민이 52.1%로 집계되어, 북아일랜드에서는 유이하게 아일랜드인으로서의 정체성을 지닌 주민이 과반을 넘었다. 아마 지역은 뉴리 지역보다는 연합주의 성향에 가까우나, 이곳 역시도 주민 중 44.4%가 스스로를 '영국인'으로, 32.4%가 '아일랜드인'이라 밝힘으로서, 아일랜드인 정체성을 지닌 주민이 북아일랜드 평균치보다 훨씬 높다는 통계가 집계된 바 있다.

## 구획
뉴리 아마 지역구는 옛 아마구 전역과 옛 뉴리 몬구 일부로 구성되어 있다.
1983–1997년: 아마구 전역. 뉴리 몬구 밸리봇, 벨리크, 베스브루크, 캄러, 크리건, 크로스마글런, 데이지힐, 드러멀레인, 드러길리언, 패텀, 포크힐, 뉴타운해밀턴, 세인트메리스, 세인트패트릭스, 털리해피, 윈저힐
1997년~: 아마구 전역, 뉴리 몬구 밸리봇, 베스브루크, 캄러, 크리건, 크로스마글런, 데이지힐, 데리모어, 드러길리언, 드러멀레인, 패텀, 포크힐, 뉴타운해밀턴, 실버브리지, 세인트메리스, 털리해피, 윈저힐
1983년 총선 당시 선거구 개편으로 신설되었다. 당시 북아일랜드의 지역구 수는 종전의 12개에서 17개로 증가하였다. 아마 지역구에 사우스다운 지역구의 뉴리 마을을 더해 신설되었다.
1995년 북아일랜드 구획위원회는 선거구 심의를 통해 지역구 폐지를 권고하였으며 아마구는 인근의 던거넌구 대부분 지역과 묶어 '블랙워터' (Blackwater)라는 지역구를 신설, 나머지 지역은 그대로 '뉴리 몬' (Newry and Mourne) 지역구로 신설해야 한다고 분석했다. 이 같은 방안은 현지조사 결과 극심한 반대를 받았고, 최종 심의에서는 반영되지 않았다.

## 역대 국회의원
현재 국회의원은 2015년 영국 총선에서 처음 당선된 신 페인의 미키 브래디이다.
| 선거 | 선거   | 의원        | 정당           | 비고                                                               |
| ---- | ------ | ----------- | -------------- | ------------------------------------------------------------------ |
|      | 1983년 | 짐 니콜슨   | 얼스터 연합당  | 1985년 12월 영국-아일랜드 협약에 반대하여 의원직 사퇴, 재보궐 패배 |
|      | 1986년 | 시뮤스 맬런 | 사회민주노동당 | 사회민주노동당 부대표 (1979~2001) 북아일랜드 부장관 (1998~2001)    |
|      | 2005년 | 코너 머피   | 신 페인        |                                                                    |
|      | 2015년 | 미키 브래디 | 신 페인        |                                                                    |

## 선거

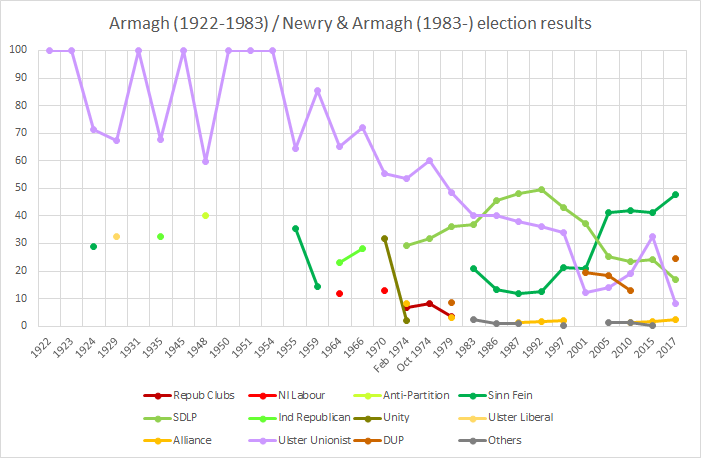
역대 선거 결과

### 2010년대
| 선거                                                       | 선거 결과 | 선거 결과                                             | 후보          | 후보                           | 정당    | 득표   | %     | ±%   |
| ---------------------------------------------------------- | --------- | ----------------------------------------------------- | ------------- | ------------------------------ | ------- | ------ | ----- | ---- |
| 2019년 총선 유권자수: 81,246 투표수: 50,779 (62.5%) (-6.0) |           | 신 페인 유지 과반 득표: 9,287 (18.3%) -5.0            |               | 미키 브래디                    | 신 페인 | 20,287 | 40.0  | -7.9 |
| 2019년 총선 유권자수: 81,246 투표수: 50,779 (62.5%) (-6.0) |           | 신 페인 유지 과반 득표: 9,287 (18.3%) -5.0            | 윌리엄 어윈   | 민주연합당                     | 11,000  | 21.7   | -2.9  |      |
| 2019년 총선 유권자수: 81,246 투표수: 50,779 (62.5%) (-6.0) |           | 신 페인 유지 과반 득표: 9,287 (18.3%) -5.0            | 피트 바이런   | 사회민주노동당                 | 9,449   | 18.6   | +1.7  |      |
| 2019년 총선 유권자수: 81,246 투표수: 50,779 (62.5%) (-6.0) |           | 신 페인 유지 과반 득표: 9,287 (18.3%) -5.0            | 재키 코드     | 북아일랜드 연합당              | 4,211   | 8.3    | +6.0  |      |
| 2019년 총선 유권자수: 81,246 투표수: 50,779 (62.5%) (-6.0) |           | 신 페인 유지 과반 득표: 9,287 (18.3%) -5.0            | 샘 니콜슨     | 얼스터 연합당                  | 4,204   | 8.3    | 0.0   |      |
| 2019년 총선 유권자수: 81,246 투표수: 50,779 (62.5%) (-6.0) |           | 신 페인 유지 과반 득표: 9,287 (18.3%) -5.0            | 마틴 켈리     | 틀:정당색/영국을 확인해 주세요 | 1,628   | 3.2    | 신인  |      |
| 2017년 총선 유권자수: 78,266 투표수: 53,579 (68.5%) (+4.3) |           | 신 페인 유지 과반 득표: 12,489 (23.3%) +14.9          |               | 미키 브래디                    | 신 페인 | 25,666 | 47.9  | +6.8 |
| 2017년 총선 유권자수: 78,266 투표수: 53,579 (68.5%) (+4.3) |           | 신 페인 유지 과반 득표: 12,489 (23.3%) +14.9          | 윌리엄 어윈   | 민주연합당                     | 13,177  | 24.6   | 신인  |      |
| 2017년 총선 유권자수: 78,266 투표수: 53,579 (68.5%) (+4.3) |           | 신 페인 유지 과반 득표: 12,489 (23.3%) +14.9          | 저스틴 맥널티 | 사회민주노동당                 | 9,055   | 16.9   | -7.2  |      |
| 2017년 총선 유권자수: 78,266 투표수: 53,579 (68.5%) (+4.3) |           | 신 페인 유지 과반 득표: 12,489 (23.3%) +14.9          | 샘 니콜슨     | 얼스터 연합당                  | 4,425   | 8.3    | -24.4 |      |
| 2017년 총선 유권자수: 78,266 투표수: 53,579 (68.5%) (+4.3) |           | 신 페인 유지 과반 득표: 12,489 (23.3%) +14.9          | 재키 코드     | 북아일랜드 연합당              | 1,256   | 2.3    | +0.6  |      |
| 2015년 총선 유권자수: 77,633 투표수: 49,877 (64.2%) (+3.8) |           | 신 페인 유지 과반 득표: 4,176 (8.4%) -10.2 -7.2% 선회 |               | 미키 브래디                    | 신 페인 | 20,488 | 41.1  | -0.9 |
| 2015년 총선 유권자수: 77,633 투표수: 49,877 (64.2%) (+3.8) |           | 신 페인 유지 과반 득표: 4,176 (8.4%) -10.2 -7.2% 선회 | 대니 케네디   | 얼스터 연합당                  | 16,312  | 32.7   | +13.6 |      |
| 2015년 총선 유권자수: 77,633 투표수: 49,877 (64.2%) (+3.8) |           | 신 페인 유지 과반 득표: 4,176 (8.4%) -10.2 -7.2% 선회 | 저스틴 맥널티 | 사회민주노동당                 | 12,026  | 24.1   | +0.7  |      |
| 2015년 총선 유권자수: 77,633 투표수: 49,877 (64.2%) (+3.8) |           | 신 페인 유지 과반 득표: 4,176 (8.4%) -10.2 -7.2% 선회 | 케이트 니콜   | 북아일랜드 연합당              | 841     | 1.7    | +0.5  |      |
| 2015년 총선 유권자수: 77,633 투표수: 49,877 (64.2%) (+3.8) |           | 신 페인 유지 과반 득표: 4,176 (8.4%) -10.2 -7.2% 선회 | 로버트 리그비 | 틀:정당색/영국을 확인해 주세요 | 210     | 0.4    | 신인  |      |

## 같이 보기
- 북아일랜드의 영국 의회 선거구
- 뉴리 아마 (북아일랜드 의회 선거구)

### 참조주
1. ↑  Northern Ireland Statistics and Research Agency, 2011 UK Census, National Identity (Classification 2) http://www.ninis2.nisra.gov.uk/public/pivotgrid.aspx?dataSetVars=ds-2427-lh-38-yn-2011-sk-136-sn-Census+2011-yearfilter--
2. ↑  레이그 레이먼트의 연도별 국회의원 목록 (Leigh Rayment's Historical List of MPs) –  'N'로 시작하는 선거구 - part 2
3. ↑  “Newry & Armagh Parliamentary constituency”. 《BBC News》. BBC. 2019년 11월 18일에 확인함.
4. ↑  “Election of a Member of Parliament for the NEWRY AND ARMAGH Constituency - Statement of Persons Nominated and Notice of Poll”. Electoral Office of Northern Ireland. 2017년 5월 11일. 2021년 12월 30일에 원본 문서에서 보존된 문서. 2017년 5월 16일에 확인함.
5. ↑  “Election Data 2015”. Electoral Calculus. 2015년 10월 17일에 원본 문서에서 보존된 문서. 2015년 10월 17일에 확인함.
6. ↑  http://www.eoni.org.uk/Elections/Election-results-and-statistics/Election-results-and-statistics-2003-onwards/Elections-2015/UK-Parliamentary-Election-Results/UK-Parliamentary-Election-Result-Belfast-East-(10) 보관됨 2021-12-30 - 웨이백 머신 24Aug15